# Sciaccarello
Le Sciaccarello (prononcé [ ʃakaʁelo]) est un cépage des vignobles de la région d'Ajaccio, il est aussi présent à Sartène, Figari, et Porto-Vecchio. Il est  très bien adapté aux terres granitiques. Ses grappes aux baies croquantes apportent au vin de la finesse. Elles favorisent l'épanouissement d'un bouquet poivré.
La forme corse de son nom est sciaccarellu.
Il est appelé mammolo en Toscane.

## Synonymes
Ce cépage est aussi connu sous les noms de Mammolo, Montanaccio, Muntanaccio, Schiorello, Schiuchetadiuru, Schiuchitajolo, Sciaccarello nero, Sciaccarellu, Sciucchitghjolu, Sciuccuttaghjolo et Sciuchitajolo.

## Voir
- Vignoble de Corse